# 全民魔兽
全民魔兽，曾用名《魔兽远征》、《酋长萨尔》，一款以魔兽世界为背景的卡牌游戏，游戏中的角色为魔兽世界中的角色，但是游戏中的角色未经暴雪娱乐官方授权。2015年1月13日，暴雪娱乐和网易公司向七游公司、分播时代、动景公司发起诉讼。2015年3月9日，广州知识产权法院裁定《全民魔兽》停止发行运营。2015年3月14日，各平台上的《全民魔兽》陆续关闭。